# Streptocarpus
Стрептокарпус (Streptocarpus) — рід рослини родини Геснерієві.

## Назва
Назва роду походить від грецьких слів strepto = скручений, carpus = фрукт (Στρεπτόκαρπος). В англійській мові види, що походять з Африки (наприклад Streptocarpus formosus) мають назву «Капський первоцвіт» (англ. Cape primrose) через схожість з родом Primula.

## Класифікація
Нараховується близько 100 видів.

## Будова
Рослина формує розетку з волохатих листків до 45 см. Блідо сині трубчасті квіти з'являються на квітконіжках висотою 25 см. По краю пелюсток поцятковано пурпурним кольором. Плід коробочка, що розкривається як пружина при дозріванні.
Серед видів роду Streptocarpus зустрічаються рослини з одним єдиним листком. Серед них переважають одноплідні організми, що відмирають відразу після того як дадуть насіння. У деяких з них основний листок відмирає і рослина відрощує собі новий.

## Поширення та середовище існування
Зростають переважно у Центральній, Південній Африці та Мадагаскарі.

## Практичне використання
Популярна кімнатна рослина, що розмножується вкоріненням листя. Існує багато гібридів.

## Галерея

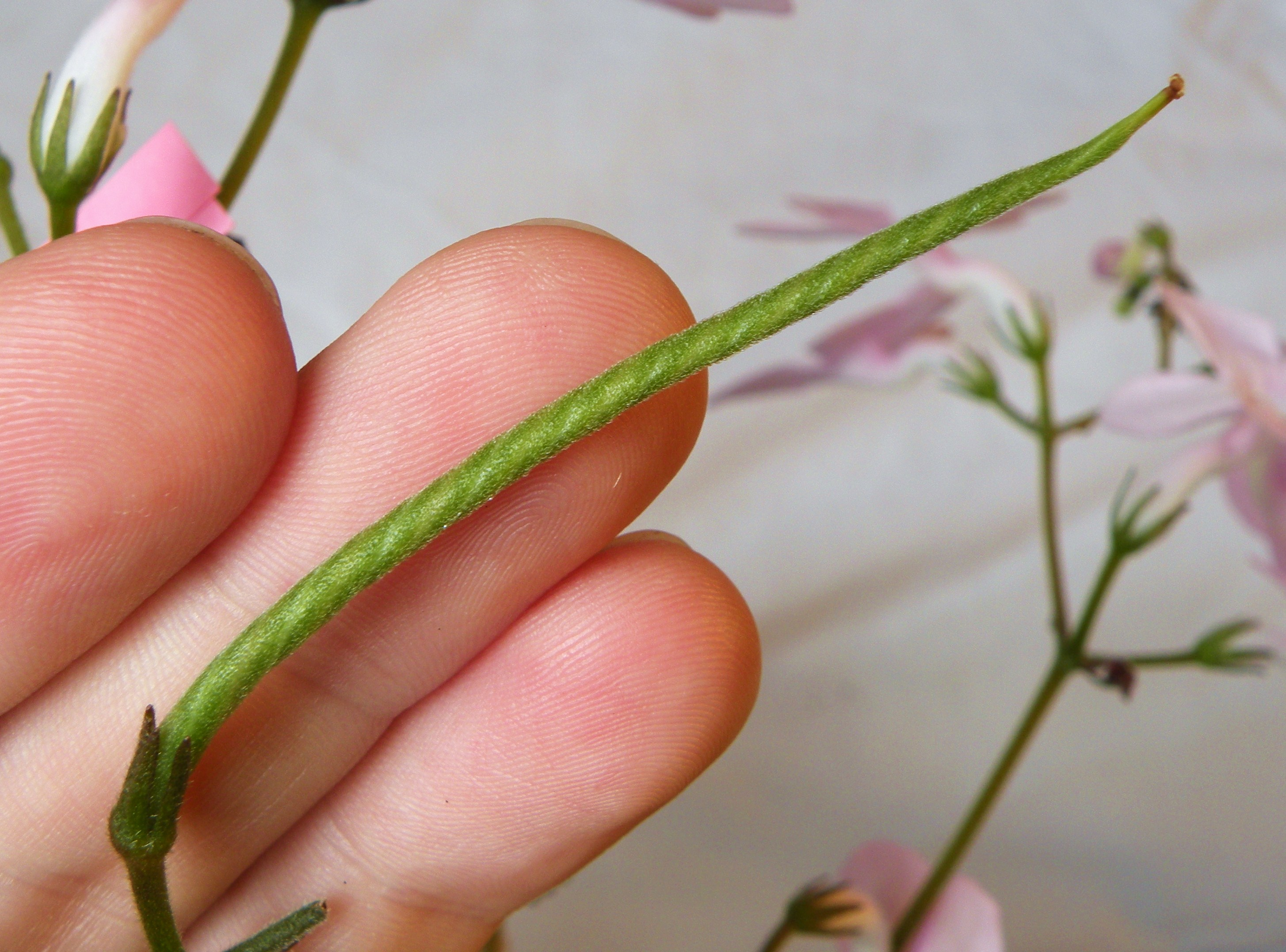
Закручений в спіраль плід
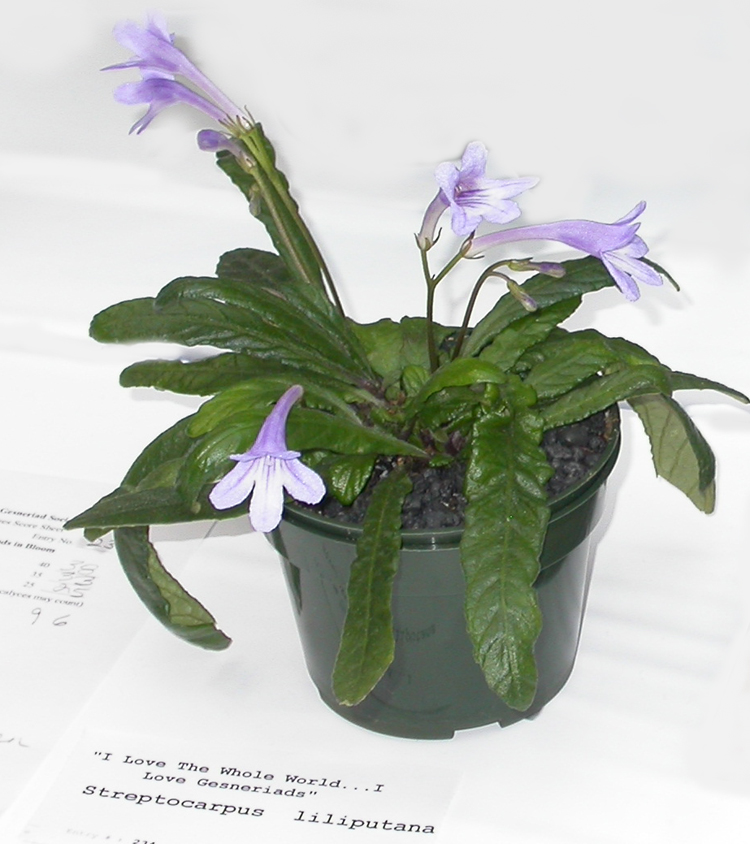
Streptocarpus lilliputana
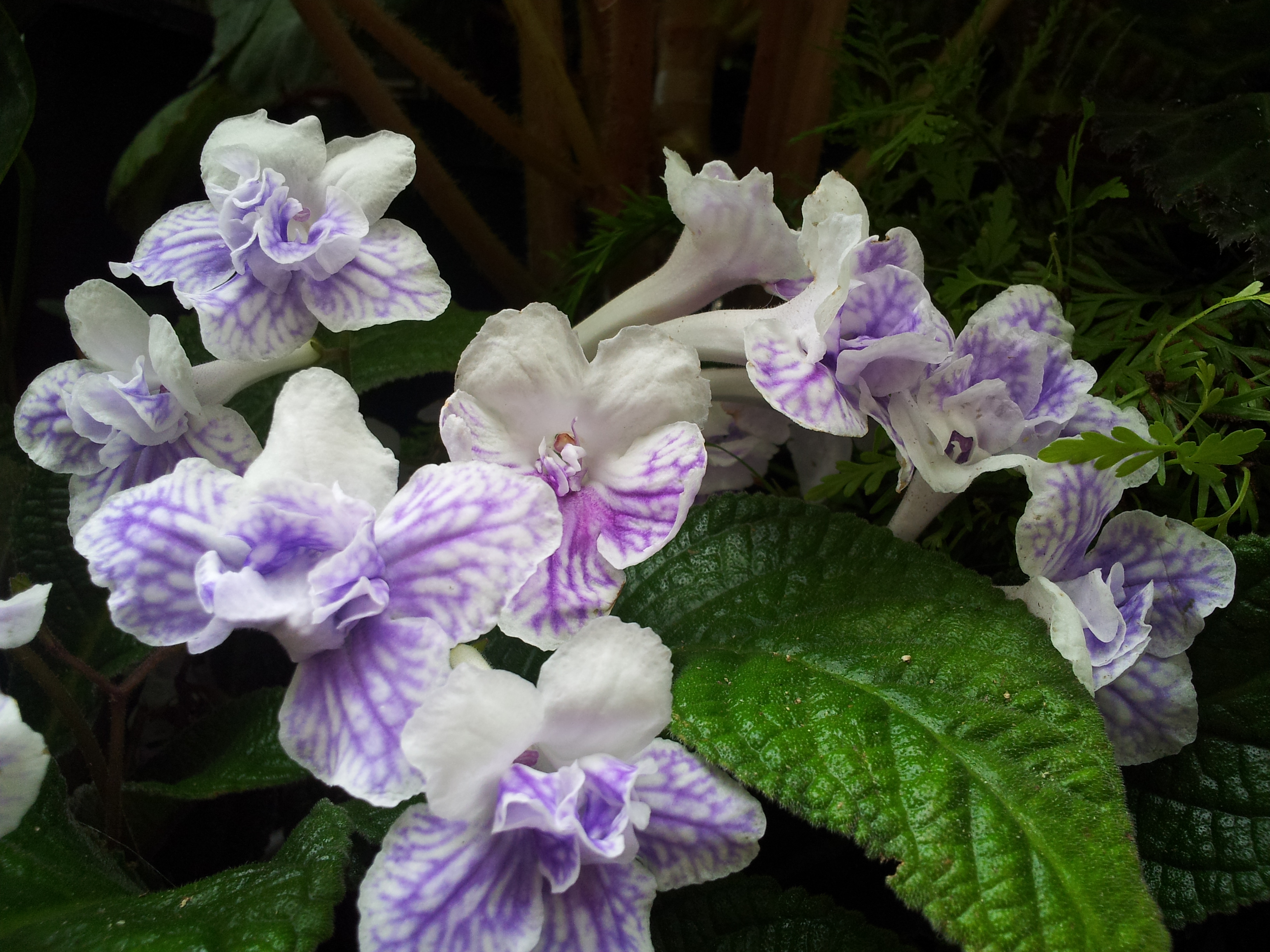
Гібрид з подвійними квітами
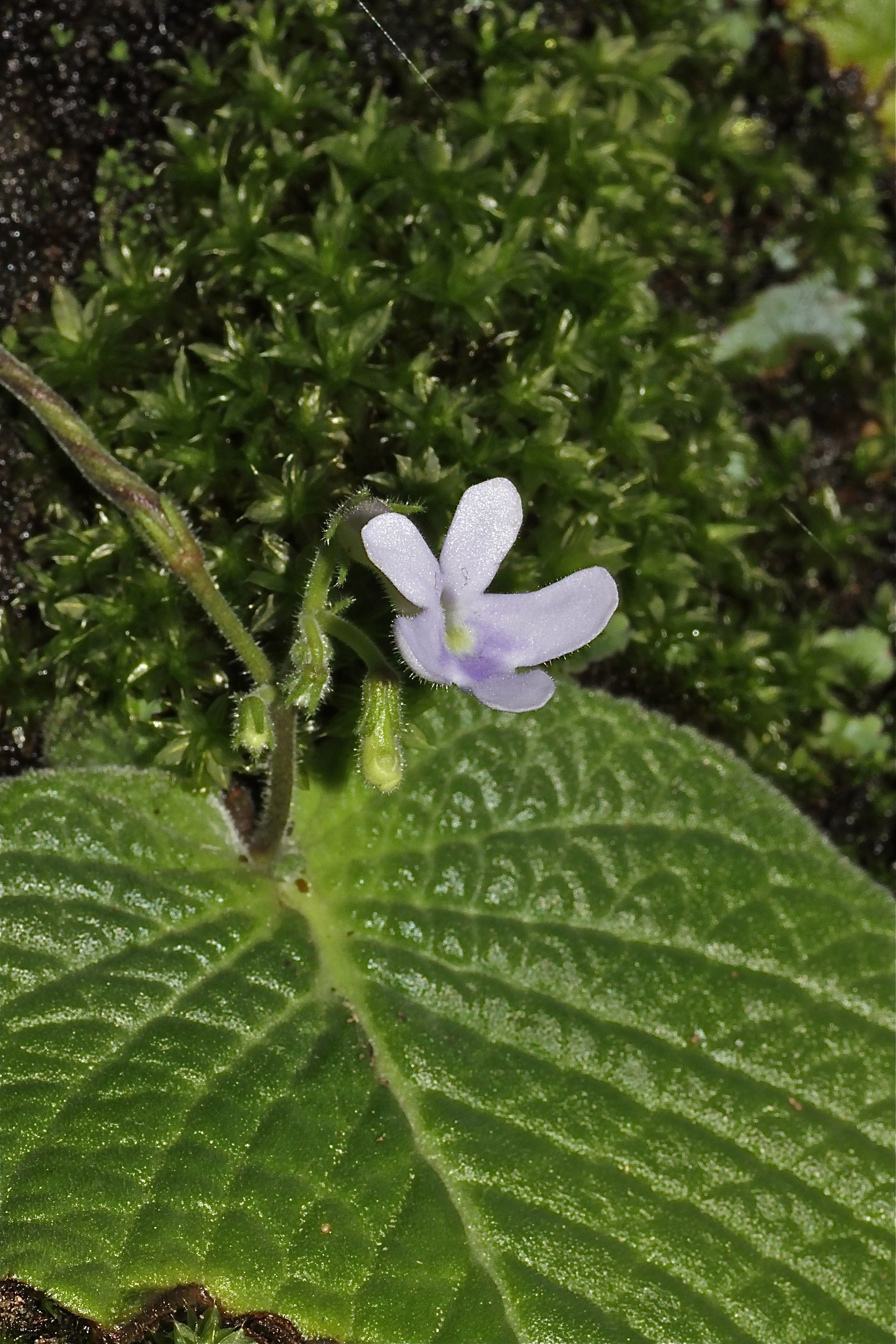
Streptocarpus polyanthus з одним листком